# Onet-le-Château

Onet-le-Château este o comună în departamentul Aveyron din sudul Franței. În 1 ianuarie 2022 avea o populație de 12.062 de locuitori.